# Anthoscopus musculus
Anthoscopus musculus là một loài chim trong họ Remizidae.